# Bistum Tarija
Das Bistum Tarija (lateinisch Dioecesis Tariiensis, spanisch Diócesis de Tarija) ist eine in Bolivien gelegene römisch-katholische Diözese mit Sitz in Tarija.

## Geschichte
Das Bistum Tarija wurde am 11. November 1924 durch Papst Pius XI. mit der Apostolischen Konstitution Praedecessoribus Nostris aus Gebietsabtretungen des Erzbistums La Plata o Charcas errichtet. Es ist dem Erzbistum Sucre als Suffraganbistum unterstellt.

## Bischöfe von Tarija
- Ramón Font y Farrés CMF, 17. November 1924 – 16. August 1947
- Juan Niccolai OFM, 16. August 1947 – 1974
- Abel Costas Montaño 11. Dezember 1974 – 20. Oktober 1995
- Adhemar Esquivel Kohenque, 20. Oktober 1995 – 2. Juni 2004
- Francisco Javier Del Río Sendino, 10. Januar 2006 – 11. Oktober 2019
- Jorge Ángel Saldía Pedraza OP, seit 11. Oktober 2019